# 黑斑辛普遜鱂
黑斑辛普遜鱂，為輻鰭魚綱鯉齒目鰕鱂亞目溪鱂科的其中一種，為熱帶淡水魚，分布於南美洲巴西da Prata、Aporé及巴拉那河上游流域，體長可達2.6公分，棲息在季節性水淺的池塘，生活習性不明。

## 擴展閱讀
維基物種上的相關：黑斑辛普遜鱂